# Varberg (đô thị)
Varberg Municipality (Varbergs kommun) là một đô thị ở hạt Halland, ở tây nam Thụy Điển. Thủ phủ là Varberg.
Đơn vị này được lập năm 1971 thông qua việc sáp nhập Thành phố Varberg và các đô thị nông nghiệp xung quanh. Có 25 đơn vị hành chính địa phương thuộc đô thị này.

## Các đơn vị dân cư trực thuộc
Có 16 khu vực đô thị (cũng gọi là Tätort hay đơn vị địa phương) ở đô thị Varberg.
Bảng dưới đây liệt kê các đơn vị trực thuộc của đô thị này theo quy mô dân số thời điểm 31 tháng 12 năm 2005. Thủ phủ được bôi đậm.
| #  | Địa phương   | Dân số |
| -- | ------------ | ------ |
| 1  | Varberg      | 26,041 |
| 2  | Tvååker      | 2,390  |
| 3  | Veddige      | 2,192  |
| 4  | Träslövsläge | 1,985  |
| 5  | Bua          | 1,792  |
| 6  | Trönninge    | 847    |
| 7  | Skällinge    | 603    |
| 8  | Södra Näs    | 600    |
| 9  | Väröbacka    | 521    |
| 10 | Rolfstorp    | 502    |
| 11 | Tångaberg    | 445    |
| 12 | Åsby         | 429    |
| 13 | Kungsäter    | 360    |
| 14 | Tofta        | 350    |
| 15 | Himle        | 259    |
| 16 | Löftaskog    | 226    |